# Hans Domenig (Bildhauer)

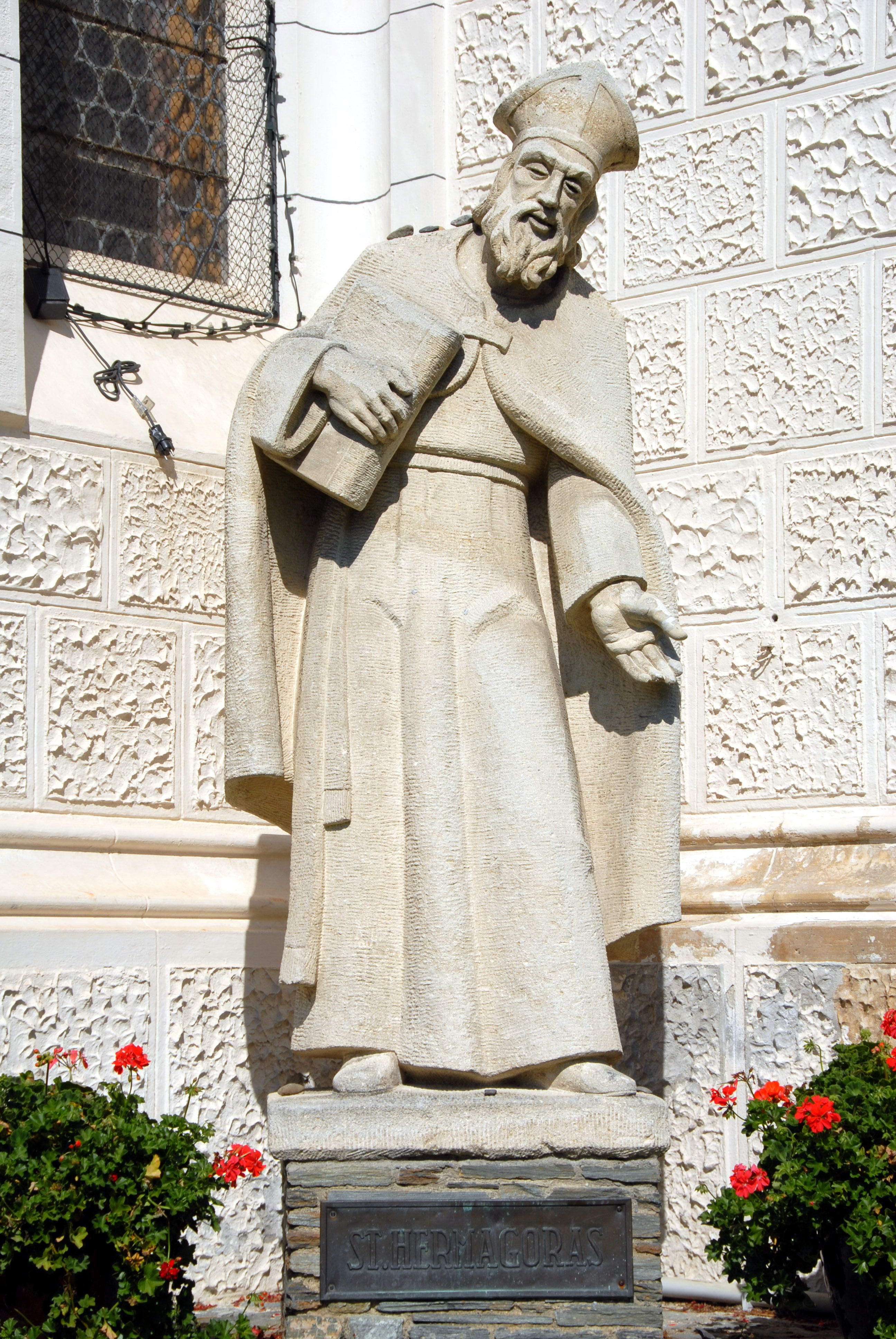
Hl. Hermagoras vor der Kirche in Hermagor. Skulptur von Hans Domenig, Muschelkalk. H 2,1m

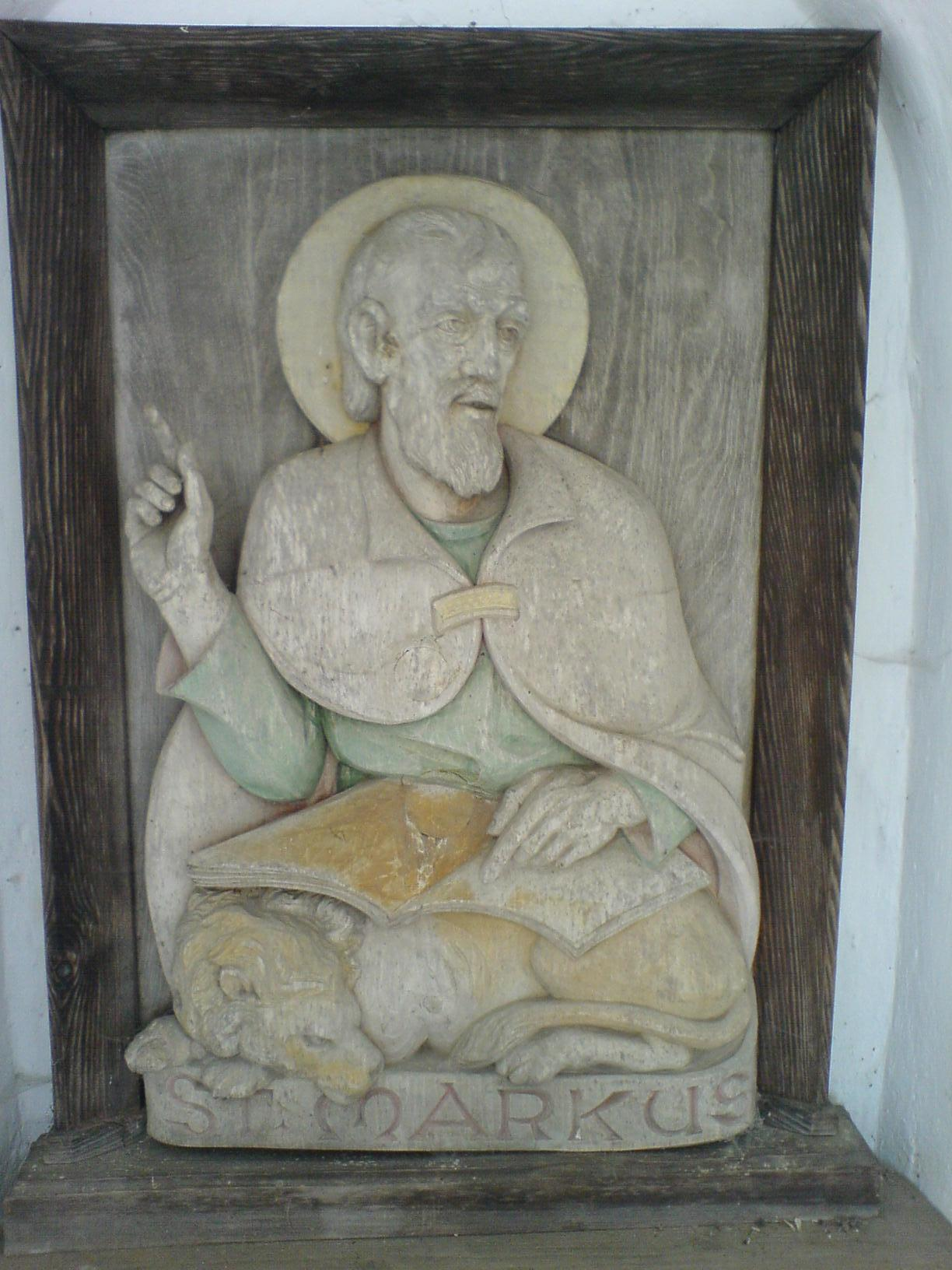
Relief einer Kapelle in Vorderberg

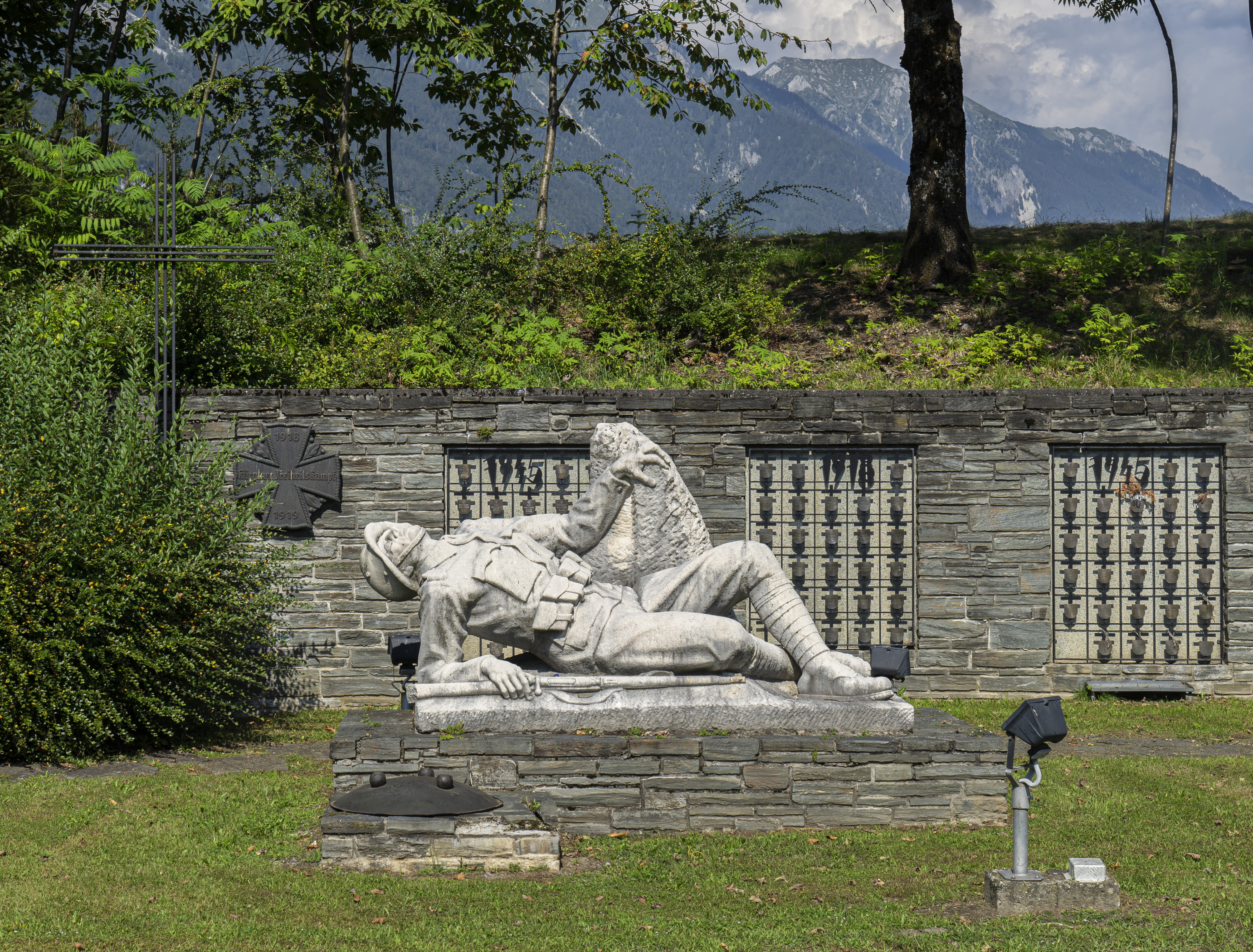
Sterbender Soldat. 1937. Hermagor. Naturstein

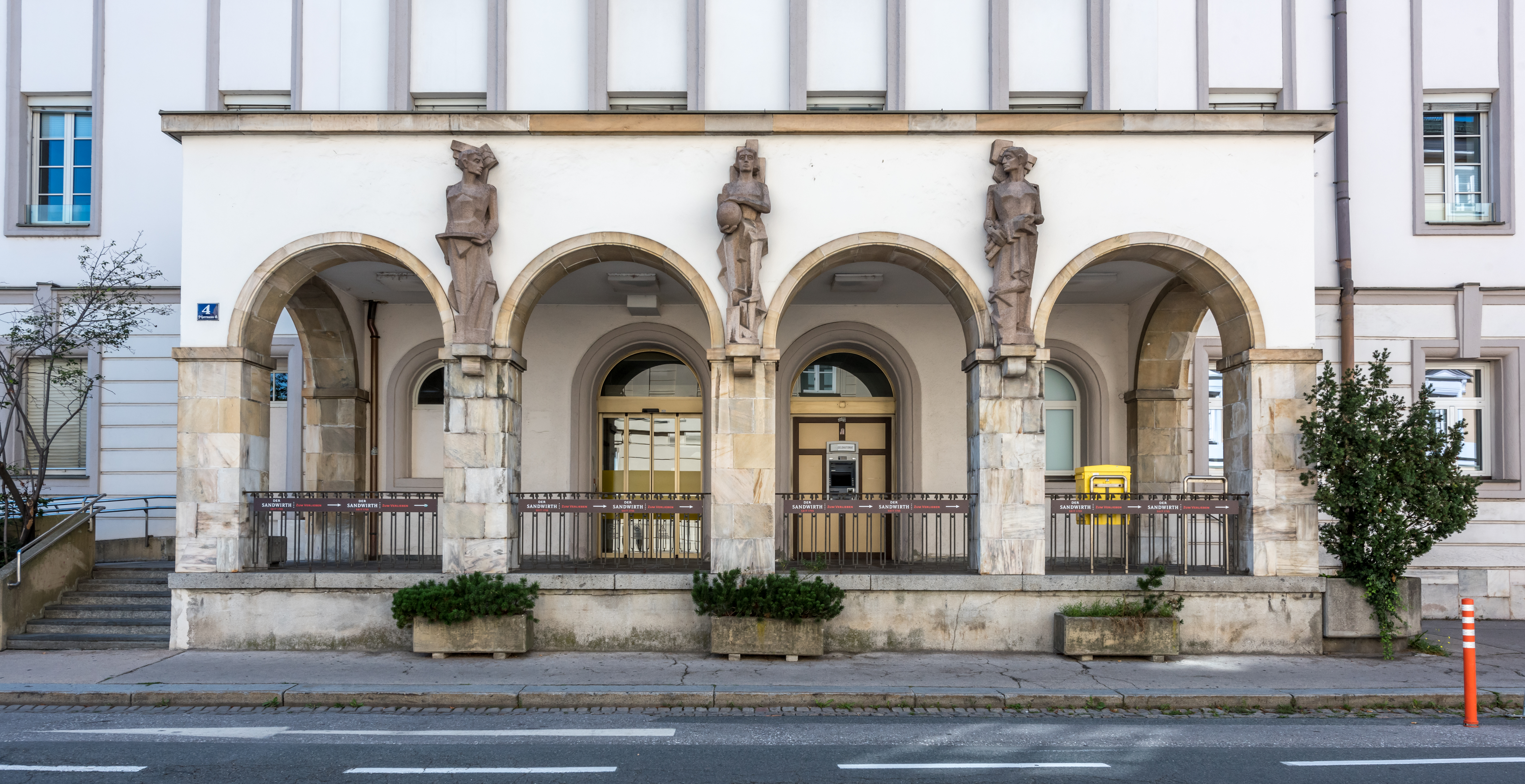
Bauplastiken am Hauptpostamt in Klagenfurt 1929

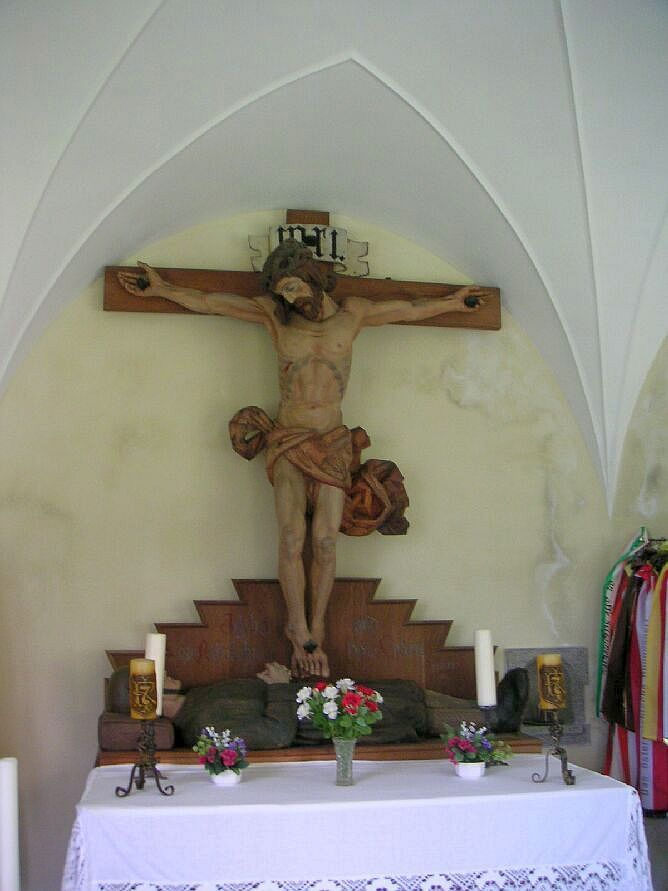
Altar von den Bildhauerbrüdern Max und Hans Domenig am Plöckenpass. Gedächtniskapelle 1929

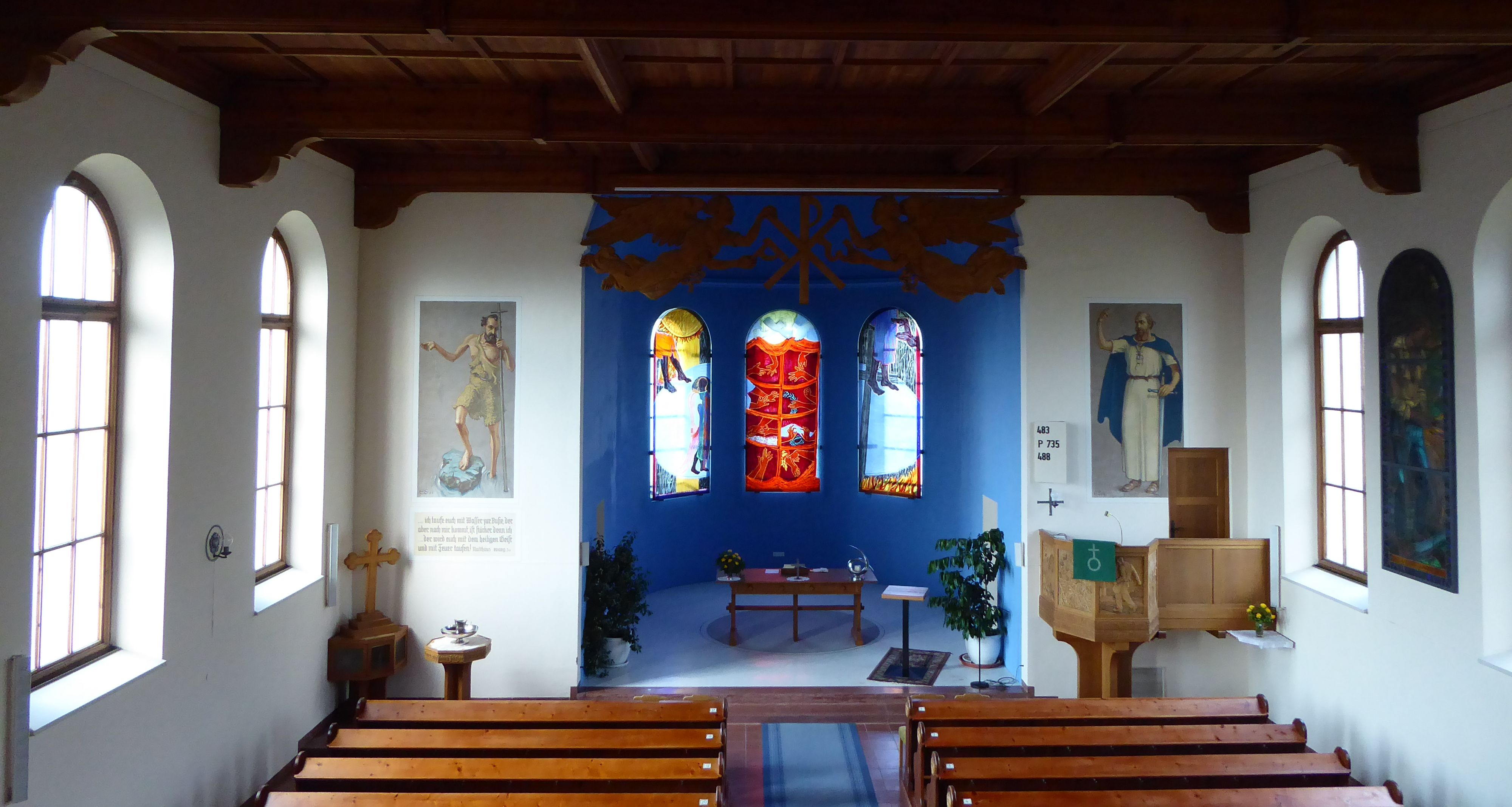
Evangelische Kirche Fresach. Engel und Kanzel von Domenig

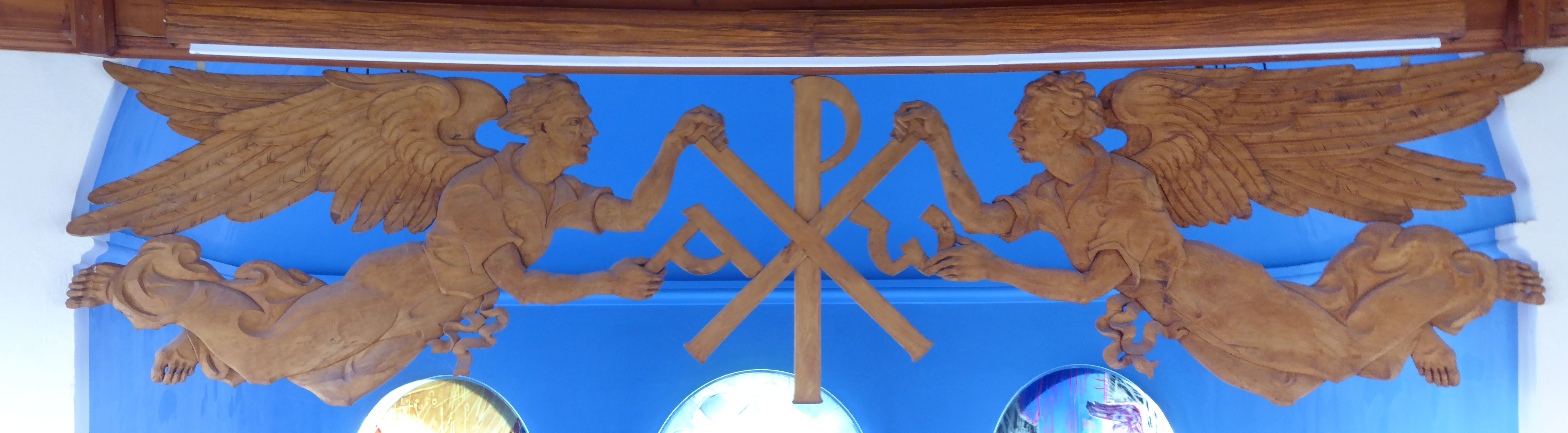
Engel von Hans Domenig

Hans Domenig (* 10. Februar 1901 in Untervellach bei Hermagor; † 1. April 1976 in Hermagor) war ein österreichischer Bildhauer.

## Leben und Wirken
Hans Domenig wurde als achtes von neun Kindern in einer bäuerlichen Familie geboren. Die Eltern förderten sein künstlerisches Talent und so konnte er in Hallein eine Holzbildhauerlehre bei seinem ältesten Bruder Max Domenig, der die Halleiner Werkstätten für Kirchliche Kunst und Kunstgewerbe leitete, absolvieren. Während dieser Zeit (1919) besuchte er auch Kurse an der Bildhauerschule Hallein. Seine Ausbildung setzte er 1923 an der Kunstgewerbeschule in Wien fort, anfänglich bei den Professoren Steinhoff, Cizek und Lorisch und danach noch ein Jahr bei Professor Anton Hanak, neben dem Studium arbeitete er als Restaurator für das Bundesdenkmalamt im Schloss Heiligenkreuz und im Waisenhaus am Rosenhügel, um sein Leben zu finanzieren. 1926 konnte er bei einer großen kirchlichen Kunstausstellung eine 3,5 Meter große Marienstatue, die er zusammen mit einem Tiroler Kollegen gestaltete, präsentieren. Gegen Ende seiner Studienzeit belegte er an der Meisterschule für Architektur Veranstaltungen bei Clemens Holzmeister und noch ein weiteres Semester als Privatschüler bei Anton Hanak.

### Bildhauer in Hermagor
1927 machte er sich als akademischer Bildhauer in Hermagor, im Kärntner Gailtal, selbständig. Am 29. November 1929 wurde im Kärntner Tagblatt berichtet: „Die Terrassenarkade des eben vollendeten Hauptpostgebäudes in Klagenfurt ist mit drei stilvollen, modern empfundenen und gestalteten Bauplastiken des Kärntner Bildhauers Hans Domenig in Hermagor geschmückt, die ob ihrer nicht alltäglichen Formung einer verständnisbereiten Betrachtung bedürfen. …“. Diese drei Figuren für die Post in Klagenfurt konnte er aufgrund einer Empfehlung seines Lehrers Anton Hanak ausführen.
1935 heiratete Hans Domenig Elisabeth Katherina Schluga (1905–1975), es folgte die Geburt der beiden Söhne Kristof 1939 und Werner 1941. 1935/1936 führte ihn ein großer Auftrag nach London, wo er für die Herzogin von Westminster den Empfangs- und Speisesaal gestaltete; sonst blieb er bis auf einige kleinere Reisen in seiner Werkstätte in Kärnten. „Jeder Auftrag wurde von ihm angenommen, niemals gewertet, sondern versucht, alle Anforderungen bestmöglich zu bewältigen, nach dem Motto der Hanak-Schule: …daß uns alle nur die Arbeit und die Kenntnis des Handwerks retten kann.“ „… Er ist im Gailtal beinahe in jedem Haus mit von ihm geschaffenen Werken vertreten …“
In den Jahren um 1960 restaurierte Hans Domenig die Hermagoras-Holzfigur, die 1905 von Franz Barwig dem Älteren geschaffen wurde und in der Westfassade der Kirche in Hermagor stand.

### Zusammenarbeit mit Bruder Max
- 1927: Altar in der Gedächtnis-Kapelle am Plöckenpass, ebenfalls Gemeinschaftsarbeit mit Max Domenig.
- 1932 schufen Max und Hans Domenig für die neue Elisabethkirche in Salzburg eine Marienstatue mit Kind, diese Lindenholzskulptur ist 2,5 Meter hoch.[5]

### Schüler
- Herbert Unterberger war von 1958 bis 1962 Schüler von Hans Domenig.
- Lorenz Wieser. Sein Meister war 1962 bis 1966 der akademische Bildhauer Hans Domenig.[6]

## Werke (Auswahl)
- 1928: Altar für Kapelle Ober- und Untervellach
- 1929: Brunnen in Arnoldstein und Hermagor
- 1935–1937: Kriegerdenkmal in Hermagor, Naturstein, 6,5 t
- 1947: Christusfigur für Augsdorf
- 1949: Christus für St. Stefan im Krappfeld, überlebensgroß
- 1949–1951: Engel über der Absis und Kanzelreliefs der Evangelischen Kirche in Fresach
- 1950: Figurengruppe für Kirche in Kassel-Bettenhausen, überlebensgroß
- ca. 1960: 4 Reliefs der Evangelisten. Für Kapellen in Vorderberg. 50 × 60 cm
- 1961: Relief für Musikpavillon in Mallnitz, 9 m lang
- 1961–1962: St. Hermagoras-Figur für Hermagor, Muschelkalkstein, 2,1 m groß
- 1965: Christus für Friedhof Grafenstein
- 1967: 5 Reliefs für das Kurhaus Hermagor